# Staka Skenderova
Staka Skenderova, född 1831, död 1891, var en bosnien-serbisk författare och skolgrundare.  
Hon var dotter till en bosnien-serbisk köpman. Hon fick en hög bildning i hemmet, då ingen formell bildning fanns för flickor i Bosnien vid denna tid. Som ung uppgav hon att hon ofta klädde sig som en man, då det gav henne mer frihet. 
I det Osmanska Bosnien erbjöd religiösa samfund ibland en viss basal undervisning åt barn, men inga statliga skolor existerade förrän Bosnien blev en del av Österrike 1878. Endast tre procent av flickorna i Bosnien oavsett religion kunde läsa och skriva. 
Hon grundade den första sekulära skolan för flickor i Sarajevo 1858, och blev också den första kvinnliga yrkesläraren. Skolan tog emot elever av alla etniciteter och religioner. Den osmanska guvernören sände sina döttrar dit. 
Den erbjöd tre och sedan fyra klasser och en lärarutbildning, och utbildade den första generationen kvinnliga lärare och intellektuella i Bosnien. 
Skolan stängde av ekonomiska skäl 1875. Det hade då grundats ytterligare skolor för flickor i Bosnien, främst av utländska missionärer som Adeline Paulina Irby.
Hon blev 1859 den första publicerade kvinnliga romanförfattare i Bosnien. 